# الأميرة والطيار
الأميرة والطيار (باليابانية: とある飛空士への追憶، بالروماجي: To Aru Hikūshi e no Tsuioku) (بالإنجليزية: The Princess and the Pilot)‏ هي سلسلة رواية خفيفة يابانية من تأليف كوروكو إينومورا ورسم هارويوكي موريساوا نشرت من قبل شوغاكوكان في 19 فبراير عام 2008. اقتبست إلى سلسلة مانغا يابانية من تأليف كوروكو إينومورا رسم مايكو أوغاوا، نشرت من قبل شوغاكوكان مجلة شونن سندي الشهرية [الإنجليزية] منذ 12 اغسطس 2009 حتى 12 مارس 2011. تم تجميع فصول المانغا في 4 مجلدات تانكوبون، نشرت منذ 12 يناير عام 2010 حتى 12 سبتمبر 2011. اقتبست إلى فيلم أنمي من إخراج جون شيشيدو. من إنتاج استوديو مادهاوس واستوديو طوكيو موفي شينشا،  عرض الفيلم في اليابان في 1 أكتوبر عام 2011.

## القصة
تدور أحداث القصة عن تشارلز كارينو، وهو طيار جوي مرتزق من مملكة ليفامي، وهو أفضل طيار مقاتل في المملكة بأكملها، يعمل مع المرتزقة وينظر إليه الجنود النظاميون في المملكة بازدراء، ولكن في أحد الأيام تمكن من قيادة طائرة الاستطلاع البحرية ذات المقعدين سانتا كروز بعد تلقيه مهمة مفاجئة، هي أن يطير أكثر من 12000 كيلومتر من مياه العدو لحماية الأميرة خوانا ديل مورال، أميرة عائلة ديل مورال بعد قصف قصرها من قبل الطيارين المقاتلين في إمبراطورية أماتسوفيان ووفاة والدها دييغو ديل مورال. ستكون هذه المهمة عبارة عن عملية سرية تتطلب من المرتزقة والقوات الأخرى أن يلعبوا دور مشترك.

## الأداء الصوتي
تشارلز كارينو (باليابانية: 狩乃 シャルル، بالروماجي: Karino Sharuru)
أداء صوتي: ريونوسوكي كاميكي
خوانا ديل مورال (باليابانية: ファナ・デル・モラル، بالروماجي: Fana deru Moraru)
أداء صوتي: سيكا تاكيتومي

## وصلات خارجية
- الفيلم الرسمي باللغة اليابانية
- Official US movie web site
- الأميرة والطيار على موقع IMDb (الإنجليزية)
- الأميرة والطيار على موقع قاعدة بيانات الفيلم (الإنجليزية)
- الأميرة والطيار على موقع ليتربوكسد (الإنجليزية)
- الأميرة والطيار على موقع كينوبويسك (الروسية)
- الأميرة والطيار على موقع ANN anime (الإنجليزية)